# Rhythmus der Nacht
 Rhythmus der Nacht war eine Hörfunksendung, die in der Nacht von Samstag auf Sonntag ab 0:05 Uhr von WDR 4 gesendet wurde. Ihr Schwerpunkt lag bei deutschsprachigen Schlager- und Partyhits. Ideengeber sind die WDR 4-Redakteure Andreas Herkendell und Reinhard Kröhnert.

## Bedeutung
Der "Rhythmus der Nacht" bot der deutschsprachigen Diskotheken-Musik eine Plattform. Rhythmusgeprägte Schlager von u. a. Ibo, Wolfgang Petry oder Olaf Henning fanden in den 1990er Jahren in den melodiebetonten Schlagerprogrammen der ARD wenig Berücksichtigung. Die Verbindung von deutschem Schlager und Dancefloor steigerte die Bedeutung des sogenannten Fox- oder Popschlagers zu Beginn der 2000er Jahre zu einer neuen Modeerscheinung, die vor allem am Erfolg der Sänger DJ Ötzi, Tommy Fischer oder Michael Wendler erkennbar wurde. WDR 4 nahm diese Entwicklung wahr und präsentierte den „Rhythmus der Nacht“ als Spezialsendung für dieses Genre.
Seit 2016 war der "Rhythmus der Nacht" die einzige Sendung im Programm von WDR 4, die deutsche Schlager sendete.

## Geschichte
Die Sendung startete vierstündig im Sommer 2002. Zu Beginn des Jahres 2003 wurde sie über den ARD-Nachtexpress (ab Oktober 2011: ARD-Hitnacht) von angeschlossenen Anstalten übernommen. Seit dem 2. Juli 2017 wurde die Sendung in der Nacht zum Sonntag von 0:05 Uhr bis 6 Uhr morgens ausgestrahlt.
Spezielle Elemente dieser Sendung waren der Albumtipp, der DJ-Mix (ca. 20 Minuten Schlager „in the Mix“) und der „Last-Minute Wunsch“ jeweils halbstündlich. Im ersten Rhythmus der Nacht eines Monats wurde bis Ende 2008 eine Auswahl aus den Party- und Schlagercharts gesendet. Seit dem 7. Februar 2010 wurden zum Monatsanfang die bestplatzierten Musiktitel der von Uwe Hübner ins Leben gerufenen DJ-Hitparade gespielt.
Am 14. Januar 2018 wurde die Sendung aufgrund einer Neustrukturierung der ARD-Nachtversorgung (Übernahme der NDR 1 - Nacht) nach fast 16 Jahren eingestellt.
Ende Juni 2025 gab Radio Schlagerparadies bekannt, dass der "Rhythmus der Nacht" ab 6. Juli 2025 sein Revival haben wird. Er ersetzt den bis dahin gesendeten "Hitmix der Nacht" eins zu eins. Der Sender hat sich laut Deutschem Patent- und Markenamt die Rechte an der Marke "Rhythmus der Nacht" gesichert.

## Moderatoren (WDR 4)
Zunächst wurde die Sendung im Wechsel von Michael Begasse und Bernd Brüggemann moderiert. 2011 kam Silke Liniewski in das Moderatoren-Team, 2015 Dominik Freiberger. In der Jubiläumssendung zum 15-jährigen Bestehen vom 11. Juni 2017 verabschiedete sich Michael Begasse vom Rhythmus der Nacht und Peter Kuttler trat an seine Stelle.

## CD zur Sendung
Seit 2004 erscheinen jährlich Doppel-CDs zur Sendung. Sie fassen insbesondere Partyhits, Remixe und Maxi-Versionen aktueller Schlager zusammen. Dabei erscheinen in dieser Reihe Aufnahmen, die extra für diese Reihe remixt wurden. Dazu zählen u. a. der „Friesen-Mix“ von Helene Fischers „Mitten im Paradies“. Ein weiterer Schwerpunkt liegt bei der Veröffentlichung zuvor nicht auf CD erhältlicher deutschsprachiger Maxiversionen aus den 70er und 80er Jahren, wie z. B. die „Bisüberbeideohrenverliebte Maxi Version“ von „Verliebte Jungs“ von Purple Schulz oder die „Long Version“ von „Ich weiss was ich will“ von Udo Jürgens.
Parallel zu den CD-Veröffentlichungen veranstaltet WDR 4 sogenannte „Release-Partys“, meist im Delta Musikpark in Duisburg. Das 10-jährige Jubiläum wurde mit einer 3-CD-Box und einer Open-Air-Veranstaltung in Essen vor 25.000 Zuschauern gefeiert.
Seit 2015 pausiert diese Reihe.